# Marianne Cohn
Pour les articles homonymes, voir Cohn.
Marianne Cohn, née le 17 septembre 1922 à Mannheim et morte massacrée le 8 juillet 1944 à Ville-la-Grand en Haute-Savoie, est une résistante allemande active en France durant la Seconde Guerre mondiale.

## Biographie

### Famille, enfance et adolescence

#### Allemagne
Marianne Cohn est issue d'une famille juive allemande éloignée de la religion,. Son père Alfred Cohn (1892-1954) et sa mère Margarete, née Radt (1891-1979), se marient le 22 mars 1921 ; leur vie est étroitement liée à celle de Walter Benjamin, Alfred étant son meilleur ami et un camarade d'école,. Margarete s'était d'ailleurs fiancée avec le philosophe en juillet 1914, juste avant le début de la guerre.
Marianne Cohn est née le 17 septembre 1922 à Mannheim. Elle y passe son enfance et y est scolarisée avec sa sœur Lisa, née le 19 avril 1924, dans un jardin d'enfants Montessori. La famille vit depuis 1928 à Berlin-Tempelhof. Son père a dû arrêter ses études d'histoire de l'art pour des raisons économiques et travaille à Berlin en tant que commis de commerce. Puis il travaille pour le fabricant de pompes Borsig-Hall GmbH  jusqu'en 1931, et est ensuite engagé en tant que directeur par la fonderie et fabrique de machines C. Henry Hall, Nachfolger Carl Eichler GmbH implantée à Fürstenwalde et en devient copropriétaire.
Sa mère Margarete est économiste de formation ; en 1932 elle publie un livre sur des enfants placés à Berlin : une enquête dans quatre quartiers de la capitale sur les raisons de ces placements. On peut penser que Margarete Cohn a eu une influence sur Marianne quant à son implication plus tard dans le travail social pour les enfants juifs.
Au printemps 1933, peu de temps après l'arrivée au pouvoir d'Adolf Hitler et du NSDAP, Carl Eichler est arrêté pour « raisons politiques » et interné à Oranienburg. Alfred Cohn craint que cela ne lui arrive également, il lui est donc indiqué de quitter l'Allemagne. Il cherche alors du travail en Tchécoslovaquie, puis à Paris, sans succès.
D'octobre 1932 jusqu'à l'émigration de la famille en 1934, Marianne fréquente un lycée dans la Ringstrasse de Berlin-Mariendorf. Son certificat de fin d'études du 28 mars 1934 révèle une bonne élève, elle reçoit une mention « très bien » en musique ainsi que pour son comportement. Ses performances en allemand, géographie, mathématiques, biologie, couture sont jugées « bonnes ». Il en est de même pour le français ; ce qui lui sera vite d'une grande utilité. En éducation physique et en écriture ses notes sont « suffisantes », mais malgré tout sa participation aux cours est « assidue ».
Pour ce qui est de l'enseignement religieux juif reçu en dehors de l'établissement, elle obtient la meilleure note. Elle quitte le lycée à onze ans, « en raison du déménagement de ses parents à l'étranger », comme l'indique son certificat de fin d'études.
La famille abandonne l'appartement du 52, Wulfila-Ufer donnant sur le canal de Teltow, le 31 mars 1934. L'ameublement le plus précieux est vendu, le reste est abandonné.

#### Barcelone
En avril 1934, après avoir passé quelques jours à Paris, ils partent pour Barcelone. Ils logent dans une pension avec jardin qui n'abrite alors que des réfugiés juifs ; la « Villa Erna » située sur la rue Modolell. La famille subvient à ses besoins en vendant quelques bijoux ; ainsi qu'avec le loyer de deux des quatre chambres de leur appartement de Berlin. Les deux sœurs sont inscrites dans une école suisse de la capitale catalane. Marianne et son père s'investissent aussi dans l'« Asociación Cultural Judía » qui se consacre, entre autres, à l'aide aux réfugiés juifs de la ville,.

#### Paris et Berne
Lorsque la guerre civile espagnole éclate en 1936, Marianne et Lisa sont envoyées chez un oncle maternel à Paris, elles y sont scolarisées.  En juillet 1937 Margarete se rend dans la capitale pour voir ses filles et assiste à leur départ pour la Suisse, celui-ci ayant été orchestré par une organisation humanitaire ; Alfred Cohn mentionne une "Assistance médicale" dans sa correspondance. Elles sont placées séparément dans deux familles d'accueil à Berne. Quand en avril 1938 les permis de séjour de Marianne et Lisa expirent, Alfred Cohn bien qu'envisageant l'établissement de sa famille en France, est en possession d'un certificat d'immigration vers la Palestine mandataire. Après l'annonce de la défaite des républicains espagnols, Alfred et Margarete quittent l'Espagne et toute la famille se retrouve réunie à Paris,.

### L'engagement

#### Les EIF à Moissac
Les parents de Marianne Cohn sont internés au camp de Gurs, car citoyens allemands. Les deux sœurs sont prises en charge par les Éclaireurs israélites de France et découvrent à cette occasion la pratique culturelle du judaïsme.
En 1941, elle participe au MJS (Mouvement de Jeunesse Sioniste), au début en tant que secrétaire du centre de documentation juive crée par Simon Levitte dans le but de préparer et diffuser parmi la communauté juive cachée ou aux groupes des jeunes M.J.S. une documentation en matière d'histoire et culture juive et sioniste. En 1942, Marianne s'occupe d'enfants juifs en France, menacés de déportation, avec Jacques Klausner, Eliezer Levinson -"Bobi" et autres au sein du "Gdoud" M.J.S de Grenoble, en tant qu'"assistante sociale, afin de subvenir aux besoins de l'enfant caché".
Elle est incarcérée à Nice en 1943, à la suite de l'arrestation de son camarade Jacques Klausner, et relâchée trois mois plus tard. C'est pendant cette première détention qu'elle aurait rédigé son célèbre poème Je trahirai demain, pas aujourd'hui, poème qui rappelle la souffrance du résistant pris à son propre combat contre lui-même.
D'abord simple assistante chargée de surveiller les enfants avant leur départ pour la Suisse, Marianne Cohn intègre avec Rolande Birgy l'équipe des convoyeurs en janvier 1944, à la suite de Mila Racine arrêtée le 21 octobre 1943. Chaque semaine, deux ou trois groupes, comptant chacun jusqu'à une vingtaine d'enfants issus de toute la zone sud, franchissent clandestinement la frontière, après être passés par Lyon et Annecy.
Marianne Cohn est arrêtée le 31 mai 1944 à la sortie de Viry, près de Saint-Julien-en-Genevois, à 1 kilomètre de la frontière suisse. Elle convoie un groupe de trente-deux enfants en provenance d'Annecy qui devaient être pris en charge par les passeurs Joseph Fournier et Émile Barras. Elle sera incarcérée à l'hôtel Pax, quartier général et prison de la Gestapo à Annemasse. Douze des enfants — garçons et filles âgés de plus de 14 ans y seront retenus ; les autres sont « placés » par le maire d'Annemasse Jean Deffaugt dans une colonie de vacances catholique. Grâce aux multiples interventions de Jean Deffaugt auprès des autorités nazies, tous les enfants seront sauvés. Après la guerre, Jean Deffaugt, héros de la Résistance et maire d'Annemasse, sera, entre autres, déclaré « Juste parmi les nations ». Quant à Marianne Cohn, malgré la torture, elle ne parle pas. Son réseau lui propose de la faire évader, mais elle refuse, craignant des représailles sur les enfants.
Dans la nuit du 7 au 8 juillet 1944, la Gestapo de Lyon envoie une équipe à Annemasse, pour sortir de leur geôle six prisonniers, dont Marianne Cohn, et les massacrer à coups de bottes et de pelles,. Le maire d'Annemasse réussit, en revanche, à sauver les enfants.

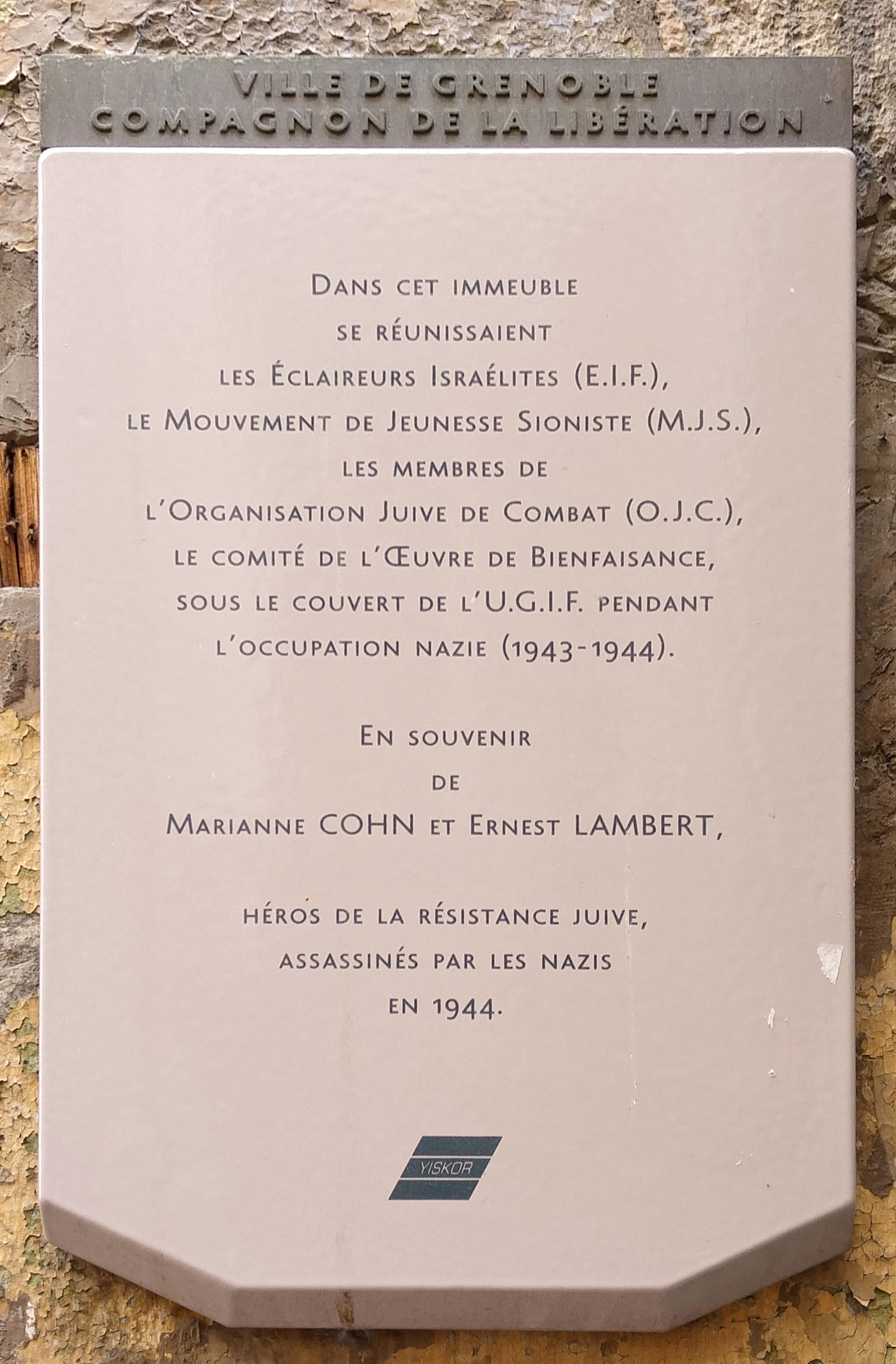
Plaque à la mémoire de Marianne Cohn et Ernest Lambert à Grenoble.

Lors de son enterrement, un enfant se présente auprès de la « Reine Mère » du groupe 'Gedoud' de Grenoble du Mouvement de la jeunesse sioniste, Jeanne Latchiver, et lui donne une lettre. Celle-ci l'ouvrit et découvrit le poème Je trahirai demain,,.

## Honneurs
- Croix de guerre 1939–1945 avec une étoile d'argent, décernée à titre posthume le 7 novembre 1945[26] par le gouverneur militaire de Lyon.
- Médaille de la Résistance française décernée à titre posthume le 15 juin 1946[27],[28].

## Hommages
Plusieurs lieux d'enseignement portent son nom : 
- Trois écoles : maternelle, élémentaire et primaire ainsi qu'un groupe scolaire à Annemasse.
- L'école élémentaire du quartier Hoche à Grenoble.
- L'école élémentaire de Viry.
- Une école à Berlin-Tempelhof.

Mais aussi : 
- Une rue de Mannheim.
- Une rue à Ville-la-Grand, proche de la stèle érigée à l'emplacement du charnier où furent retrouvés les six corps martyrisés[29].
- Un Stolpersteine à son nom a été posé en décembre 2007 au 52, Wulfila Ufer, Berlin-Tempelhof[30].